# Nilomantis floweri
Nilomantis floweri es una especie de mantis de la familia Iridopterygidae.

## Distribución geográfica
Se encuentra en Etiopía, Irán, Yemen, Mauritania, Níger, Omán, Arabia Saudita, Sudán y el Chad.